# Diocesi di Aperle
La diocesi di Aperle (in latino: Dioecesis Aperlitana) è una sede soppressa del patriarcato di Costantinopoli e una sede titolare della Chiesa cattolica.

## Storia
Aperle, identificabile con le rovine nei pressi di Sıcak İskelesi nell'odierna Turchia, è un'antica sede episcopale della provincia romana di Licia nella diocesi civile di Asia. Faceva parte del patriarcato di Costantinopoli ed era suffraganea dell'arcidiocesi di Mira.
La diocesi è documentata nelle Notitiae Episcopatuum del patriarcato di Costantinopoli fino al X secolo con il nome di Aprila (Άπρίλλων). Tuttavia nessun prelato è noto di questa antica sede episcopale e nessun vescovo è documentato dalle fonti letterarie e dagli atti dei concili ecumenici del primo millennio.
Dal 1933 Aperle è annoverata tra le sedi vescovili titolari della Chiesa cattolica; la sede è vacante dal 12 marzo 1967. Sono due i vescovi a cui è stato assegnato il titolo di Aperle: Ferdinando Baldelli, presidente di Caritas internationalis; e Felicissimus Alphonse Raeymaeckers, vescovo ausiliare di Lahore in Pakistan.

## Cronotassi dei vescovi titolari
- Ferdinando Baldelli † (22 luglio 1959 - 20 luglio 1963 deceduto)
- Felicissimus Alphonse Raeymaeckers, O.F.M.Cap. † (5 agosto 1963 - 12 marzo 1967 succeduto vescovo di Lahore)